# Forêt de Dean
Pour les articles homonymes, voir Forest of Dean.

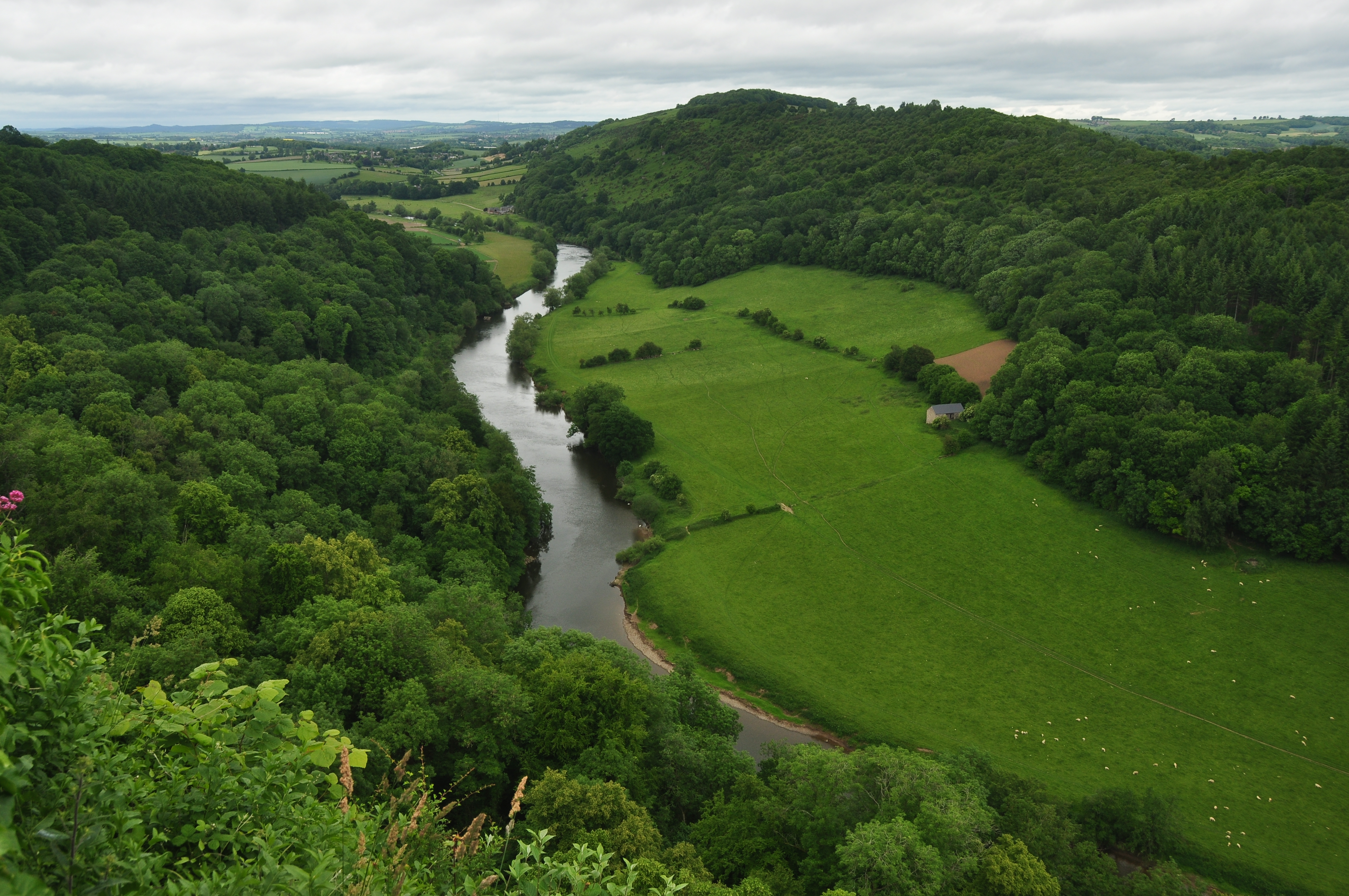
La forêt de Dean et la Wye.

La forêt de Dean est une région géographique, historique et culturelle située dans l'ouest du comté de Gloucestershire, en Angleterre.  

## Géographie
C'est une région à peu près triangulaire délimitée par la rivière Wye à l'ouest et au nord, la rivière Severn au sud, et la ville de Gloucester à l'est. 
La zone est caractérisée par plus de 110 km2 de surfaces boisées mixtes, un des restes des anciennes forêts d'Angleterre. Une grande zone avait été réservée pour la chasse royale avant 1066, et reste comme l'une des plus grandes forêts de la Couronne en Angleterre, la plus importante après la New Forest. Bien que le nom soit souvent utilisé pour désigner cette partie du Gloucestershire entre les rivières Wye et Severn, la forêt de Dean en tant que telle couvre une superficie beaucoup plus petite depuis l'époque médiévale. 
La tendance au reboisement en conifères de cette forêt de chênes millénaires a été abandonnée et l'Office des Forêts accueille les visiteurs en leur offrant aires de pique-nique, terrains de camping et sentiers balisés.

## Histoire
Traditionnellement, les principales ressources de travail dans le domaine forestier ont été - y compris la production de charbon - le travail du fer et l'extraction du charbon. L'expérience montre que la zone fut intensivement exploitée pour le charbon de 8000 av. J.-C. à 1965 apr. J.-C.
Au Moyen-Âge, la forêt de Dean est sans doute le plus important bassin sidérurgique du Royaume d'Angleterre. Les forestiers royaux y recensent en 1269 un total de 67 forges, passé à 136 en 1281. Une partie seulement de ces forges sont légalement déclarées et payent une redevance (24 en 1269 puis 74 en 1281), les autres étant qualifiées de « forges errantes ». Les forges sont très majoritairement possédées par la paysannerie : en 1281, moins d'une dizaine de forges appartiennent aux nobles ou aux religieux. 
La région donne son nom à l'administration locale du district et à une circonscription parlementaire. Le centre administratif est Coleford qui est également l'une des principales villes de la région, avec Cinderford, Lydney et Newent.

## Dans la culture populaire

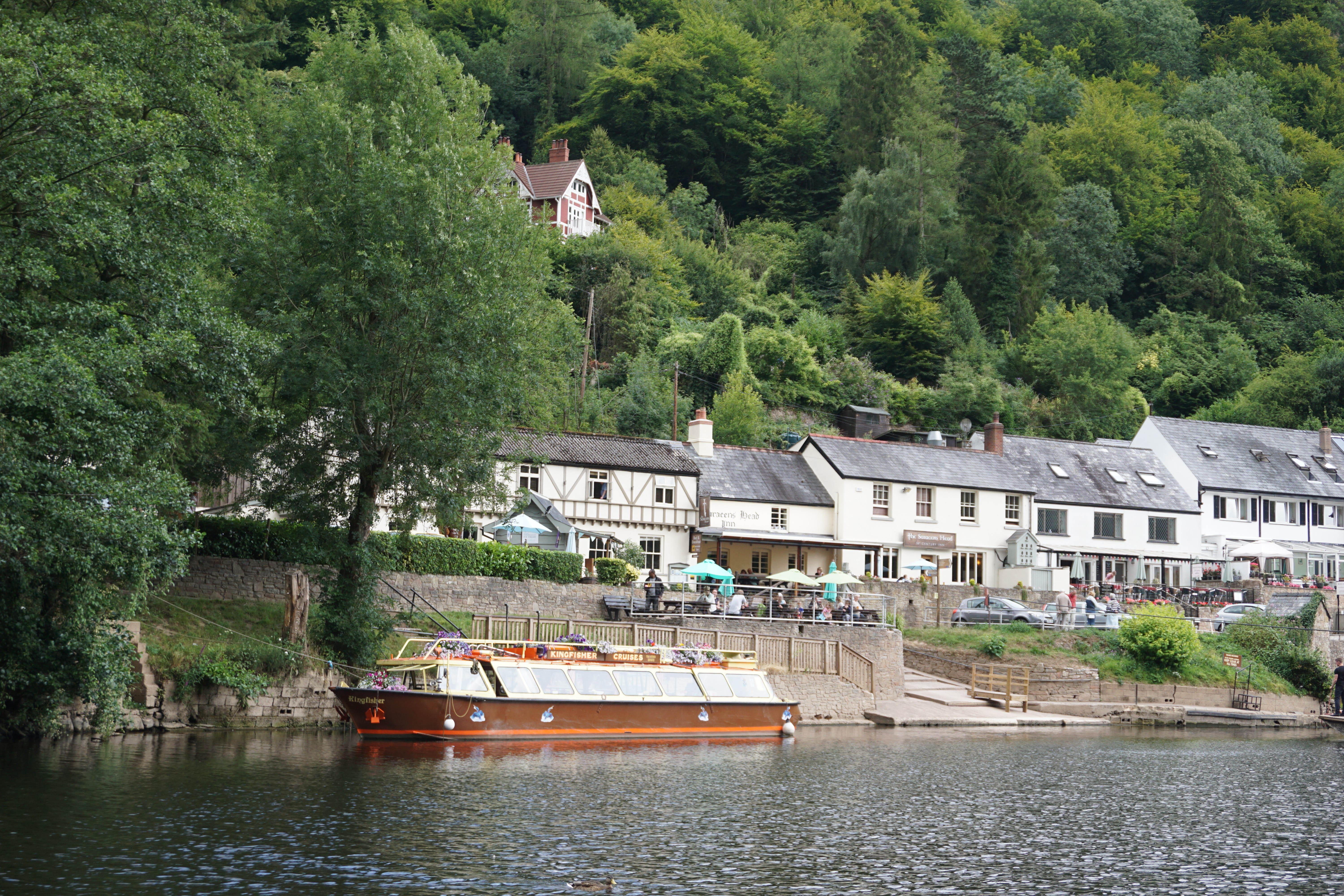
Symonds Yat au bord de la Wye et, au-dessus, le chalet utilisé comme décor pour la maison des Wilburn dans Sex Education.

### Littérature
- Cette région est l'une des forêts dont le groupe d'écrivaines Erin Hunter s'est inspiré pour écrire sa célèbre série La guerre des clans.
- Dans le roman Harry Potter et les Reliques de la Mort, c'est dans cette forêt que Harry retrouve l'épée de Gryffondor et que Ron détruit le médaillon[2]. Plusieurs scènes du film adapté se déroulent aussi dans la forêt de Dean.

### Télévision
- De nombreuses scènes de la série Sex Education ont été tournées au nord-est de la forêt, dans le village de Symonds Yat et plus généralement dans toute la région[3].